# Programa de las Leguminosas del Desierto
El Programa de las Legumbres del Desierto (en inglés: Desert Legume Program), es un jardín botánico del desierto y banco de germoplasma, en Tucson, Arizona, Estados Unidos. Su código de reconocimiento internacional como institución botánica, así como las siglas de su herbario es ARIDL.

## Localización
Desert Legume Program, University of Arizona, College of Agriculture, 2120 East Allen Road, Tuscon, Pima County, Arizona AZ 85719 United States of America-Estados Unidos de América.32°9′35″N 110°33′36″O / 32.15972, -110.56000

## Historia
El "Desert Legume Project" (DELEP) fue creado en 1988 gracias al patrocinio conjunto de la Universidad de Arizona con el  Boyce Thompson Southwestern Arboretum.  

## Colecciones
El enfoque de sus colecciones son las legumbres procedentes de las regiones áridas del mundo. 
Mantiene un banco de semillas con una gran capacidad de duración de almacenamiento en condiciones óptimas de germinación, conteniendo 2.286 accesiones representando 1.004 especies (1994 figuras).

## Objetivos
El propósito del "Desert Legume Project" (DELEP) se enfoca en :
- Recoger y preservar tantas legumbres del desierto como sea posible.
- Aumentando el número de semillas por especies a 10 000 para estudiar y para compartir.
- Preservar las especies en peligro de las legumbres.
- Investigación en potenciales aplicaciones de las legumbres.
- Colaborando con los científicos interesados, los expertos aficionados y las organizaciones.
- Desarrollar recursos que permitan realizar las operaciones a largo plazo del programa.

## Enlaces externos

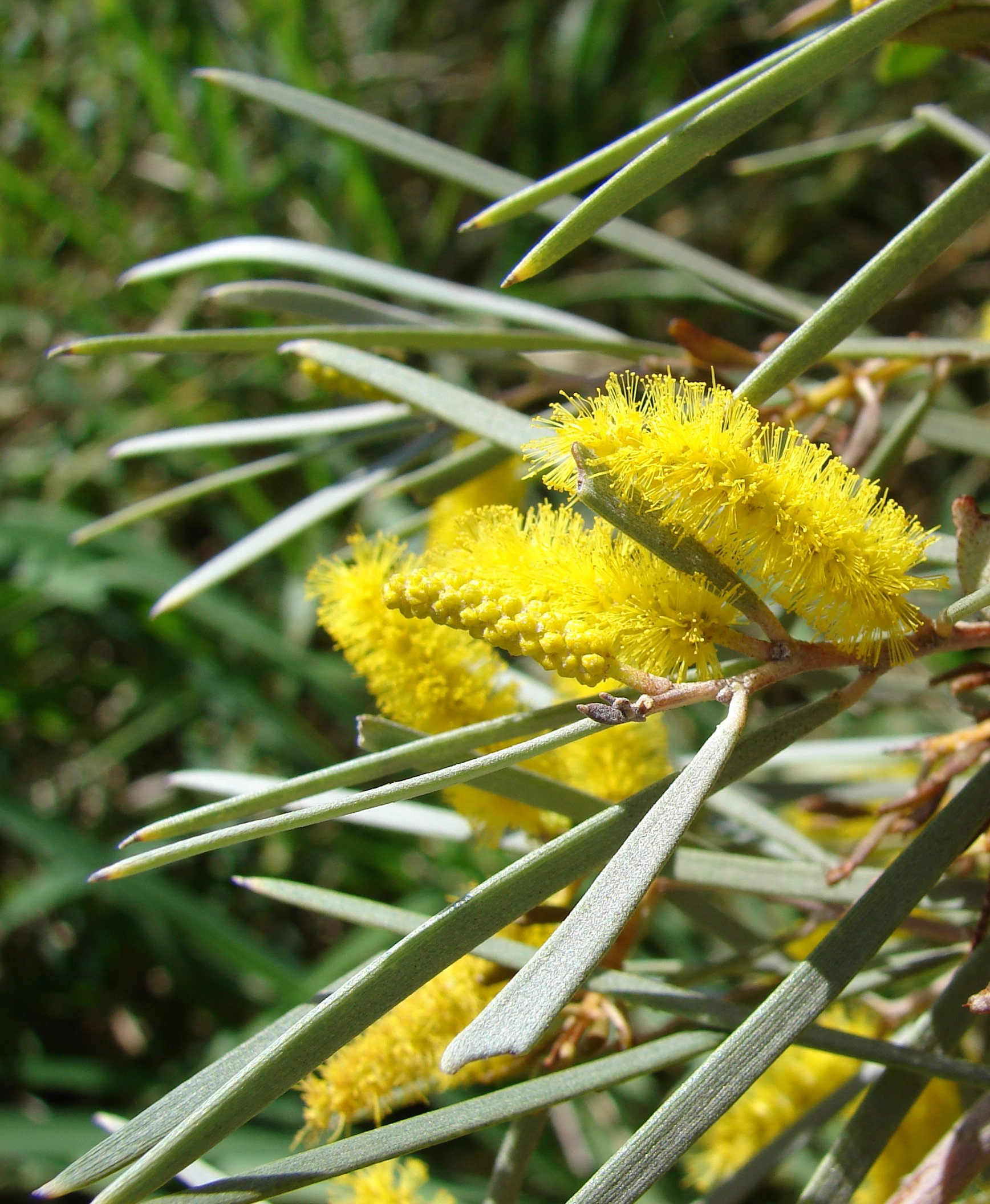
Flores de Acacia aneura.